# 푸른밤
푸른밤 옥상달빛입니다는 월요일 ~ 토요일 밤 10시부터 밤 12시까지 방송된 MBC FM4U(전국, 수도권 기준 FM 91.9MHz)의 오락 전문 라디오 프로그램이다.

## 역사

### 진행자
《푸른밤》은 2005년 10월 25일에 첫방송되어, 2008년 5월 12일까지 성시경이 진행하였으며 6집 활동 및 군입대를 앞두고 2년 7개월 만에 하차하였다. 새로운 DJ인 알렉스가 오기 전까지는 2008년 5월 13일부터 2008년 6월 2일까지 4인조 보컬 그룹 스윗 소로우가 약 3주간 임시 DJ를 맡았다. 그리고 2008년 6월 3일부터 알렉스가 진행을 맡아 2009년 4월 13일까지 진행한 후 하차하였고, 그 다음 날부터는 문지애 아나운서가 후임 DJ가 되어 방송을 진행하였다. 그러다가 문지애 아나운서는 2010년 4월 5일부터 김재철 사장 퇴진 등을 요구하는 파업에 동참하는 일로 자리를 잠시 비우게 된다. 40일간 파업을 이어온 MBC 노조가 5월 13일 총회를 열고 파업 중단을 결의한 후 현업 투쟁으로 전환하면서 2010년 14일 푸른밤 DJ로 복귀하였다.
2010년 10월 19일부터 2014년 2월 3일까지 남성 4인조 R&B 보컬 그룹 브라운 아이드 소울의 리더 정엽이 진행하였다가 음악 활동에 집중하겠다는 입장을 밝혀 하차하였으며, 후임으로 2014년 2월 4일부터 2017년 4월 3일까지 샤이니의 종현이 DJ를 맡아 진행하였다가 음악 활동 등을 이유로 하차하였고, 그 뒤를 이어 2017년 4월 4일부터 2018년 9월 21일까지 이동진이 진행하였다. 그리고 2018년 10월 8일부터 2023년 11월 18일까지 옥상달빛이 진행하고 있다.
또 2023년 11월 18일까지 18년 만에 종영되었다.

### 편성 시간
초창기부터 방송시간이 밤 12시부터 새벽 2시까지였으나, 2018년 4월 9일 봄 개편으로 인해 밤 11시부터 새벽 1시까지로 변경되었다가 2019년 9월 30일 가을 개편으로 인해 1시간씩 앞당겨서 밤 10시부터 밤 12시까지로 변경되었다.

## 역대 방송시간
| 방송 채널 | 방송 기간                         | 방송 시간                           |
| --------- | --------------------------------- | ----------------------------------- |
| MBC FM4U  | 2005년 10월 25일 ~ 2018년 4월 9일 | 매일 밤 12:00 ~ 새벽 2:00           |
| MBC FM4U  | 2018년 4월 9일 ~ 2019년 9월 29일  | 매일 밤 11:00 ~ 새벽 1:00           |
| MBC FM4U  | 2019년 9월 30일 ~ 2023년 4월 30일 | 매일 밤 10:00 ~ 밤 12:00            |
| MBC FM4U  | 2023년 5월 1일 ~ 2023년 11월 18일 | 월요일 ~ 토요일 밤 10:00 ~ 밤 12:00 |

## 역대 DJ
- 초대 : 성시경 (2005. 10. 25 ~ 2008. 5. 12)
- 2대 : 알렉스 (2008. 6. 3 ~ 2009. 4. 13)
- 3대 : 문지애 (2009. 4. 14 ~ 2010. 10. 18)
- 4대 : 정엽 (2010. 10. 19 ~ 2014. 2. 3)
- 5대 : 종현 (2014. 2. 4 ~ 2017. 4. 3)
- 6대 : 이동진 (2017. 4. 4 ~ 2018. 9. 21)
- 7대 : 옥상달빛 (2018. 10. 8 ~ 2023. 11. 18)

## 코너
매일 코너
- 사연과 신청곡
- 옥달의 구멍가게

요일별 코너
- 월요일 : 참견의 밤 - 라디오 참견 시점(라참시) (with 하상욱)
- 화요일 : 푸른밤 초대석 이창호의 짱아리
- 수요일 : 노동의 밤 - 푸른밤 야간작업
- 목요일 : 다 틀어주는 밤
- 금요일 : 고백하는 밤 - 하림의 고해성사
- 토요일 : 교양의 밤 - 달빛독서클럽 (with 김겨울)

## 같이 보기
- 오락

## 특이 사항
- 2015년 8월 14일 / 2016년 9월 2일에는 〈푸른 밤 the LIVE〉 코너에 벨기에의 싱어송라이터인 시오엔(Sioen)이 게스트로 출연하였다. (2016년 9월 2일에는 김사월X김해원과 함께 출연)
- 2016년 8월 19일에는 〈푸른 밤 the LIVE〉 코너에 미국의 R&B 가수 겸 음악가인 맥스웰(Maxwell)이 게스트로 출연하였다.
- 2016년 10월 14일에는 <푸른 밤 the LIVE> 코너에 재일 한국인 2세인 피아니스트, 작곡가 겸 프로듀서 양방언(梁邦彦)이 게스트로 출연하였다.
- 클로징, 시보음 없이 2005년부터 2021년까지 FM4U 단독 새해맞이 카운트다운 함께 진행되었다.
- 클로징, 시보음 없이 매년 2022년 12월 31일에 표준FM 동시 별이 빛나는 밤에 별밤지기로 새해맞이 카운트다운 함께 진행되었다.
- 푸른밤 - X